# Columbia Correctional Institute
La Columbia Correctional Institute (CCI) és un centre correccional de màxima seguretat per a homes adults gestionat per la Divisió d'Institucions per a Adults del Departament de Correccions de Wisconsin a Portage, Comtat de Columbia, Wisconsin. La capacitat operativa és de 541. Larry Fuchs, el director, ocupa aquesta posició des de l'abril de 2020.
El 2020, dos presos van escapar de la part de màxima seguretat de la presó. James Newman i Thomas Deering van utilitzar roba i estores de ioga per escalar les dues tanques d'alta seguretat de 45 peus (14 m). Tot i que se suposava que una de les tanques de seguretat havia de ser una "Tanca de parada" elèctrica, en aquell moment no estava operativa. A més, possiblement a causa de l'acte 10 i de la poca dotació de personal, totes les cinc torres de vigilància excepte una destinades a vigilar la tanca estaven sense tripulació en el moment de la fugida. Els dos reclusos van aconseguir superar les dues tanques i arribar fins a Illinois abans de ser capturats.

## Història
La instal·lació es va construir en 110 acres (45 ha) amb un cost de 38,6 milions de dòlars. Té una superfície de 27 acres (11 ha) dins de la tanca perimetral. La Institució Correccional de Columbia es va obrir el maig de 1986, amb una capacitat original de 450 reclusos allotjats en cel·les individuals. El 1997, es va construir una caserna de 150 llits per als reclusos de seguretat mínima i amb el pas del temps moltes de les cel·les individuals s'han convertit en cel·les de llit doble.

## Reclusos d'alt perfil
Algunes persones notòries que han estat empresonades a CCI inclouen:
- Filemon Amaro, tiroteig a la sala de tribunals del comtat de Waukesha el 1978 que va matar dos adjunts del xèrif.

### Assassinat
- Jesse Anderson (1957–1994), assassí; apallissat a mort.
- Jeffrey Dahmer (1960–1994), assassí en sèrie;[2] apallissat a mort.

### Actual
- Joseph Hunter, assassí per contracte.

### Antic
- Brendan Dassey (nascut el 1989) és un assassí condemnat nord-americà.
- James Oswald, condemnat per una ola de crims a mitjans dels anys noranta que incloïa segrest, robatori a bancs, ferir dos agents i matar al capità de la policia de Waukesha, James Lutz.
- Christopher Scarver (nascut el 1969), assassí condemnat que mentre estava a la presó va matar Jeffrey Dahmer i Jesse Anderson.